# Sumerische Religion
Die sumerische Religion gilt als erste schriftlich fassbare Religion der Region Mesopotamiens; sie inspirierte in den nachfolgenden Zeitepochen viele Kulturen, so z. B. die Akkader, Assyrer, Babylonier und Juden.

## Schöpfung und Wiederauferstehung
Vor der Erschaffung des Menschen lag die Erschaffung der Götter. Im ersten Schöpfungsakt wurde von der Göttin Nammu, die das Urmeer darstellte, die Erdgöttin Uraš und der Himmelsgott An erschaffen. Im weiteren Verlauf der Schöpfung folgten nun Vegetations- und Luftgott Enlil und seine Gemahlin Ninlil, die symbolisch für die Ernährung als Getreidegöttin verehrt wurde. Als weitere göttliche Nachkommen wurde der Kriegsgott Nergal und die Unterweltsgöttin Ereškigal sowie die Göttin des Schilfes Ningal und der Mondgott Nanna erschaffen. Ningal und Nanna gelten als Elternpaar des Sonnengottes Utu, der Fruchtbarkeitsgöttin Inanna und Nusku, dem Feuergott.
Die Sumerer glaubten, dass nach Erschaffung der Götter die Schöpfung des Menschen durch das Aussprechen der göttlichen Worte vollzogen wurde. Für die Weltordnung wurden die ME erstellt: eine Sammlung unumstößlicher Regeln und Gesetze, die aus der göttlichen Weisheit heraus entstanden. Jeder Mensch musste diesen Regeln folgen, da sonst das Chaos drohte und der Mensch dem Untergang geweiht war.
Herausragende Bedeutung neben den Schöpfergottheiten hatten die drei Himmelsgottheiten Nanna, Utu und Inanna. Ein weiterer Gott von großer Bedeutung war Ninurta, der Gott des Südwindes. Große Beliebtheit wurde dem Schäfergott Dumuzi zuteil. Ursprünglich war er ein sterblicher Herrscher, dessen Heirat mit Inanna die Fruchtbarkeit des Landes sicherstellen sollte. Die Ehe endet jedoch mit einer Tragödie: Inanna fühlte sich von Dumuzi zu wenig beachtet. Hintergrund war die Unterweltfahrt von Inanna zu Ereschkigal im Reich der Toten. Inanna wollte die Erkenntnis des Todes erlangen und wurde aus diesem Grund von Ereschkigal umgebracht. Unter Hilfe zweier Götter, die von Geštinanna zu Ereschkigal geschickt wurden, konnte Inanna nach drei Tagen im Totenreich als Wiederauferstehung zurück in das Reich der Lebenden eintreten. Dumuzi war während der drei Tage wenig besorgt um Inanna, weshalb er dazu verurteilt wurde, alljährlich sechs Monate in der Unterwelt zu verbringen. Dieses Urteil führte als Folge zu den trockenen, unfruchtbaren Monaten des heißen Sommers. Geschtinanna war, wegen der großen Liebe zu Dumuzi, bereit, in Abwesenheit von Dumuzi auf die Erde zu kommen und ihn zu vertreten. Nach Rückkehr des Dumuzi musste Geschtinanna für sechs Monate den Weg in das Reich der Toten antreten. Dumuzis Wiedervereinigung mit seiner Gemahlin führte zum Wiederaufleben und zur erneuten Fruchtbarkeit im Tier- und Pflanzenreich. Das neue Jahr feierten die Sumerer mit der Heiligen Hochzeit von Dumuzi und Inanna. Den Höhepunkt dieser Feier bildete die rituelle Vereinigung, wobei der König den Dumuzi und eine Hohepriesterin die Inanna verkörperte.
Den Göttern zur Seite standen die Anunna (sumerisch DINGIRA.NUN.NA, die vom Samen Anus sind). Sie stellen in der sumerischen Religion den göttlichen Ältestenrat dar. Die Anunna wurden zusätzlich mit dem Titel DINGIRGAL.GAL.E.NE (die Großen der großen Götter) belegt. Die Silbe KI als Anhang zu Anunnaki, die akkadische Variation, hatte unter anderem die Bedeutung von „Erde“.

## Sumerisches Pantheon
Der Gott Enki (En-ki bedeutet „Herr der Erde“), mit Beinamen „Herr der List“ oder „Herr von Eridu“, der Gott der Weisheit und des Wissens, ist der Gott der Geheimnisse. Sein Thron befand sich unter der Erde in Verbindung mit dem Abzu/Apsu in Eridu, wobei aus am Thron angebrachten Gefäßen zwei Wasserströme entspringen. Er wurde auch als Grundwasser- und Quellengottheit verstanden. Das salzhaltige Wasser des Meeres wurde dagegen als separate Einheit gesehen. Enki manipulierte bzw. betrog und hinterging sowohl andere Götter wie auch die Menschen für seine Zwecke. So wurde Enki zugeschrieben, die Ursprache der Menschen mit einem so genannten nam-shub verwirrt und so das Ende eines goldenen Zeitalters bewirkt zu haben (Die Geschichte weist Ähnlichkeiten zu der biblischen Geschichte der Sprachverwirrung beim „Turmbau zu Babel“ auf). Im Gegensatz dazu bringt der Gott Enlil den Menschen die Sprache bei. Als seine Heimat werden die Länder der Shubur-Hamazi, der polyglotten Sumerer, Ur, und das Land der Martu benannt.
Die älteste Schicht der sumerischen Götterwelt stellen wohl die Anunna oder Anunaki dar. So glaubten die Sumerer, der Ackerbau, sowie Viehzucht und Webkunst seien von dem heiligen Berg Du-Ku zu den Menschen gebracht worden. Dort lebten die Anunna-Götter. Sie waren einst Götter aus einer sehr alten Zeit ohne individuelle Namen.

### Totenkult
Königen, hohen Würdenträgern und einflussreichen Bürgern wurden Opfer am Kianag (Ort, an dem man die Toten trinken lässt) dargebracht. Trankopfer, zumeist Bier oder Wasser, wurden an Vorabenden von wichtigen religiösen Festen dargebracht. Z. B. wurden in die Gräber der Könige von Ur Röhren vertikal eingelassen, die zur Aufnahme der Trankopfer dienten.

### Opferfeste
- Akiti-šekinku (Fest des Gerstenschneidens) 1. Monat
- Gusisu (Opfer für Ninurta / Erstlingsfische in Nippur) 2. Monat
- Nesag-šara (Erstlingsabgaben / Neujahrsfest in Umma) 4. Monat
- Akiti-šununum (Fest der Aussaat) im 7. Monat
- Ezem-maḫ (Erhabenes Fest der Ernte) im 10. Monat

## Sumerische Mythen
- In Enki und Nammu wird die Erschaffung des Menschen geschildert. Die Göttinnen Nammu und Ninmach werden vom Gott Enki beauftragt, den Menschen nach dem Abbild der Götter zu schaffen. Aus der Verbindung von Lehm und dem heiligen Wasser des Urozeans soll der Mensch geformt und zukünftig von den Göttern geleitet werden
- Adapa ist die Erzählung von einem Mann, dem die Möglichkeit zur Unsterblichkeit geboten wurde. Hierzu sollte er lediglich Speisen und Getränke der Götter zu sich nehmen, die ihm von Tammuz und Ningišzida im Auftrag von An angeboten wurden. Doch da ihm sein Gott Enki geraten hatte, davon nicht zu essen, weil er sonst sterben würde, verweigerte er beides. Enki gab seinem Anhänger Adapa stattdessen große Weisheit und magische Kräfte. Der Gott An war verärgert, als er davon Kenntnis erhielt. Zum Vergleich siehe auch die Motive der griechischen Prometheus-Sage, in der Prometheus den Göttervater Zeus verärgert, weil er den Menschen das Feuer bringt.
- Das Gilgamesch-Epos erzählt in der elften Tafel die Geschichte einer Flutkatastrophe. Eine vollständig erhaltene Fassung ist nicht mehr vorhanden. Deshalb wurde der Text aus den sumerischen, akkadischen, hurritischen und hethitischen Fragmenten übersetzt. In der sumerischen Fassung warnt der Gott Enki den Menschen Ziusudra vor einer Flut,[1] die alles Leben vernichten wird, und rät ihm, ein Schiff zu bauen. Die Situation wird durch einen Verschwiegenheits-Eid, den Enki den anderen Göttern schwören musste, verkompliziert, sodass Enki mit einer List gegen die Schilfwand des Hauses spricht, in dem Ziusudra schläft. So erfährt Ziusudra die Warnung in Gestalt eines Traumes, der daraufhin den erhaltenen Befehlen Enkis aus dem Traum folgt, sein Haus abreißt und daraus ein Boot baut. Er verrät auf Weisung Enkis den anderen Menschen nichts vom drohenden Untergang. In das Boot lässt Ziusudra nun die Tiere der Steppe, seine Frau und die gesamte Sippe einsteigen. Die babylonische Fassung berichtet im weiteren Verlauf über die Katastrophe,[2] die in Form von mehreren Flutwellen[3] aus dem Boden über das Land einbricht und das ganze Land untergehen lässt. Nach dem Ablaufen des Wassers belohnt Enlil Ziusudra und seine Frau für die Rettung der Lebewesen mit der Vergöttlichung beider und einem göttlichen Leben auf der Götterinsel Dilmun (Der Ort Šuruppak im unteren Mesopotamien wird im Gilgamesch-Epos als die Stadt angegeben, die Ausgangspunkt der Flut war).[4] Die archäologischen Funde aus dieser Region bestätigen mehrere Überschwemmungen des Euphrat und Tigris. Ein früher geglaubter Zusammenhang zwischen den Überschwemmungen und der Sintflut kann in der heutigen Zeit aber nicht mehr bestätigt werden.
- Inanna und der Weltenbaum ist ein sumerischer Mythos, der von der Entstehung des Heiligen Throns und des Heiligen Betts der Inanna erzählt.

## Kulturgeschichtliche Bedeutungen

### Der Weltenbaum
Am Anfang der Zeit wächst auf der Erde ein Baum, während die Welt schon, wie in der archaischen Mythologie üblich, in die drei Ebenen Himmel, Erde und Unterwelt eingeteilt wurde. Die sakrale Ordnung steht vor der Erschaffung. Der am Euphrat wachsende Baum steht kurz vor der Entwurzelung. Inanna rettet den Baum und pflanzt ihn in ihren eigenen Garten. Dieser Akt symbolisiert die erste kulturschaffende Ordnung. Der Baum wird zur Wohnung; im Wipfel wohnt der göttliche Himmelsvogel, im Stamm die Göttin Lilith und in den Wurzeln die Schlange als Symbol für die Unterwelt. Die Göttin Lilith wird in dieser Erzählung als dämonische Gottheit dargestellt.

### Der Thronbau der Inanna
Inanna gibt die Anweisung, den Weltenbaum zu fällen. Ihr göttlicher Thron und das Bett sollen als Machtsymbole aus dem Material des Weltenbaums für ihren Sitz in Uruk hergestellt werden. Diese symbolische Handlung begründet die Erschaffung der sakralen Ordnung, in der Inanna nun selbst zur Achse und Mittelpunkt der Welt aufsteigt. Die Handlung stellt zugleich den Aufstieg Uruks zur heiligen Stadt dar. Aus der sumerischen Königsliste wird deutlich, dass es am Anfang weibliche Gottheiten waren, die für den Bau der ersten Städte verantwortlich sind. Typischerweise hilft Utu beim Fällen des Weltenbaums. Ebenso versinnbildlicht der altorientalische Name Innin, das Gegenstück zum sumerischen Ausdruck Inanna, die Göttin des Urwassers als auch die Mondgöttin. Inanna ist Göttin des ganzen Himmels und der zugehörigen Sterne, die auch dann anwesend sind, wenn die Sonne schon längst untergegangen ist. Ihre Symbole waren die Mondsichel und der Planet Venus als Achtzackstern. Die Hilfe von Utu zeigt die damalige Ordnung, in welcher nur die männlichen Gottheiten die symbolische Doppelaxt führen konnten, während die weiblichen Gottheiten auf die Stärke der männlichen Gottheiten zwar angewiesen waren, aber letztendlich die Entscheidungen trafen. In späterer Zeit stiegen die männlichen Gottheiten im Pantheon auf und übernahmen die Funktionen vieler alter weiblicher Gottheiten.

### Die Heilige Hochzeit
Enki hatte Inanna vorausgesagt, worin die Erkenntnis der Wahrheit besteht: Kunst der Liebe und die Feier der Heiligen Hochzeit. Es bedeutet in der Konsequenz, die Gesetze des Lebens und des Todes selbst zu erfahren. Vor der Heiligen Hochzeit steht das Werben um die Braut. Inannas Bruder und die Mutter spielen die wichtigste Rolle, da die Familie den Bräutigam erwählt; eine junge „unerfahrene“ Frau besitzt dafür nicht die nötige Weisheit. Zunächst erfolgte bei der Wahl des Dumuzi offene Empörung: Was soll ich mit einem Schafhirten? Gebt mir lieber den Ackerbauern! In diesem Vorgang wird die anfängliche Grundhaltung der Sumerer sichtbar, die mehr Wert auf den Ackerbau legten und in den rastlosen, umherziehenden Nomaden eine Bedrohung für die Gesellschaft sahen. Besonders deutlich wird dies im Ausspruch der Inanna: Warum sollte ich den Schafhirten wählen, der einer anderen Kultur angehört, den viehzüchtenden Nomaden der Steppe? Doch die Erzählung löst das vorliegende Problem mit einem Versuch der Einigung beider Kulturen. Die Vorteile für das sumerische Königreich aus der Einbeziehung der Nomaden werden in einem Zuwachs der Landeswirtschaft gesehen. Der Widerstand Inannas endet mit der Entscheidung der Mutter: Das gütige Wort meiner Mutter ist Gesetz für mich. Es folgen die rituellen Wechselgesänge der Werbung für die Heilige Hochzeit. Danach erfolgt der offizielle Staatsakt in Form der Inthronisierung des Dumuzi als neuen König von Sumer. In der Kultur der Sumerer wurde diese Handlung nicht durch Eroberung und Herrschaft vollzogen, sondern durch göttliche Zuweisung, weshalb die Krönung auch nicht im Palast erfolgte. Vollziehender Krönungsort war das Hochzeitsbett der Inanna, das mitten in ihrem Heiligen Tempel stand. Dort, sonst an keinem anderen Ort, übergab die Göttin Inanna den Königen die göttliche Macht und die Regierungssymbole.

### Die Unterweltfahrt der Inanna
Inanna tritt die Unterweltsfahrt entschlossen an, da sie neben den Gesetzen des Himmels und der Erde auch die Gesetze des Todes erfahren möchte. Nach Überquerung des Unterweltflusses Ḫubur und Ankunft im Totenreich verliert sie nach und nach ihre göttlichen Attribute, da Ereschkigal im Totenreich die herrschende Göttin ist. Ereschkigal tötet Inanna mit einem einzigen Blick. Ein Grund für die Tötung von Inanna liegt nicht vor, da Ereschkigal als Verkörperung des Todes jeden, ohne nach Gründen zu fragen, in das Reich des Todes überführt. Inannas jugendlicher Aspekt taucht immer wieder in Gestalt der Ninšubur auf, kämpfende Amazonen als Wächter, die Inanna bedingungslos dienen. Ninšubur kämpfen mit den Waffen der Luft und des Himmels. Von ihnen wurde Enki beauftragt, Inanna Lebenswasser und Lebensspeise zu überbringen. Letztendlich ist es aber Ereschkigal selbst, Inannas ältere Schwester, die das Schicksal wendet. In Geburtswehen liegend gebiert Ereschkigal aus dem Totenreich Inanna wieder. Die zwei göttlichen Helfer, die im Auftrag Enkis zu Ereschkigal gelangen, helfen ihr bei der Geburt. Als Dank erlaubt ihnen Ereschkigal, die neu geborene Inanna, die nun aber die Gesetze des Todes kennt, wieder mit in das Reich der Lebenden zu nehmen.
Dennoch verlangt das Gesetz des Todes ein Opfer für die Wiedergeburt. In der Frage nach dem betreffenden Totenopfer wägt Inanna die Vor- und Nachteile der in Frage kommenden Kandidaten ab. Die Wahl fällt auf Dumuzi. Die Gründe liegen in der Fremdartigkeit des Dumuzi und des Nicht-Trauerns um Inanna. Dumuzi, der die Macht nur durch Inanna erfahren hatte, begreift, dass er ohne die Göttin keinerlei Macht besitzt. Im Unterschied zu Inanna, die freiwillig den Gang in das Totenreich antrat, wird Dumuzi als Verurteilter in die Unterwelt geschickt und verliert im Abstieg sämtliche Heldenattribute. Durch diesen göttlich veranlassten Akt wird die menschliche Sterblichkeit deutlich gemacht und bekleidete im Kult der Sumerer eine zentrale Rolle. Inanna, durch die Erkenntnisse der Unterwelt neu geboren, handelt wie Ereschkigal: Mit einem einzigen Blick sendet sie Dumuzi in die Unterwelt.

### Die große Flut
In der Geschichte der Flut wird Ziusudra als das Gegenteil von Gilgamesch dargestellt. Die spätere Namensform Uta-napišti bedeutet sinngemäß: Der sehr Kluge, er ist demütig und hört selbst dann auf göttliche Weisungen, wenn er persönlich andere Ansichten vertritt. Er wird stilisiert zum Helden der Menschheit gegenüber einem voreiligen Entschluss der Götter. Grundlage für den Plan der Götter bildete das gottlose Lärmen und die Nicht-Einhaltung göttlicher Gebote. Die Errettung der Menschheit durch Ziusudra wird nicht als selbstverherrlichende Tat verstanden, sondern spiegelt den Dienst für die Götter und das Leben wider. In der sumerischen Mythe ist Inanna die hauptsächlich handelnde Gottheit, die nach anfänglichem Desinteresse begreift, was die Entscheidung für alle, die Menschen und die Götter, bedeutet. Sie wird widersprüchlicher und ändert ihre Einstellung. Beim Anblick der sterbenden Menschen handelt sie wie eine Mutter, die ihre eigenen Kinder strafen wollte, aber nicht das Ausmaß der Strafe kannte. Ihre Klageschreie kommen zu spät, das Schicksal scheint beschlossen. Enki hatte jedoch in weiser Voraussicht den Plan der Götter unterlaufen, da er als Einziger die Folgen bedachte. Der Luftgott Enlil, der voreilig mit seinem Gehorsam die Sturmflut auslöste, steht am Ende sichtlich beschämt da. Inanna erkennt die Weisheit des Enki an und schenkt Ziusudra und seiner Frau auf der Götterinsel ewiges Leben. Gilgamesch dagegen kann mit der Erzählung Ziusudras nichts anfangen. Ein weiterer Beweis der Unzulänglichkeiten des Gilgamesch für das ewige Leben. Er begehrt es aus selbstsüchtigen Gründen und erkennt nicht den Kern der Heldentat des Ziusudra, weshalb er auch darüber einschläft. Der Schlaf steht hier symbolisch für seine Blind- und Taubheit.

## Sumerische Mythen und die Bibel
Es finden sich folgende Themen und Schemata mit ähnlicher Bibel-Entsprechung:
- Erschaffung der Menschheit,
- Wege der Erschaffung (durch das Wort und durch Herstellung),
- das „Turmbau zu Babel“-Motiv,
- die Sintflut und die Arche Noah,
- die Auferstehung der Inanna (Drei Tage im Totenreich, danach Wiederauferstehung),
- das Motiv der Vertreibung aus dem Paradies